# Nikołaj Sklifosowski
Nikołaj Wasylewicz Sklifosowski (ros. Николай Васильевич Склифосовский, ur. 6 kwietnia 1836, zm. 13 grudnia 1904) – rosyjski lekarz, chirurg i fizjolog; profesor, autor prac z zakresu chirurgii polowej. 

## Życiorys
W 1870 r. na polecenie Pirogowa Sklifosowski został zaproszony do kierowania wydziałem chirurgii na Uniwersytecie Kijowskim. Wkrótce jednak wyruszył na wojnę francusko-pruską. Zajmował się w sumie około 10 000 rannych, wspierany przez lekarzy i pielęgniarki, wśród których była żona chirurga, Zofia Ołeksandrywna.
W 1871 roku został profesorem uniwersytetu w Kijowie. W 1880 roku przeniósł się do Moskwy i również został profesorem tamtejszego uniwersytetu. Sklifosowski został także na siedem lat profesorem w Instytucie doskonalenia lekarzy w Petersburgu. Był uczestnikiem wojen: austriacko-pruskiej z 1866, francusko-pruskiej z lat 1870-1871 i rosyjsko-tureckiej z lat 1877-1878. Napisał publikacje dotyczące opieki nad poszkodowanymi na polu walki. W 1900 zorganizował I zjazd chirurgów rosyjskich.